# پابلو آکوستا (بازیکن فوتبال اهل اروگوئه)
پابلو آکوستا (اسپانیایی: Pablo Acosta‎؛ زادهٔ ۲۸ فوریهٔ ۱۹۹۰) بازیکن فوتبال اهل اروگوئه است.